# Роули (Масачусетс)
Роули (енгл. Rowley) насељено је место без административног статуса у америчкој савезној држави Масачусетс.

## Демографија
По попису из 2010. године број становника је 1.416, што је 18 (-1,3%) становника мање него 2000. године.
| Група             | 2000.         | 2010.         |
| Белци             | 1.403 (97,8%) | 1.369 (96,7%) |
| Афроамериканци    | 5 (0,3%)      | 5 (0,4%)      |
| Азијати           | 8 (0,6%)      | 9 (0,6%)      |
| Хиспаноамериканци | 7 (0,5%)      | 18 (1,3%)     |
| Укупно            | 1.434         | 1.416         |